# Klangtherapie

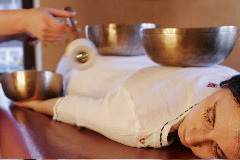
Klangmassage auf Massagetisch

Klangtherapie ist eine allgemeine Bezeichnung für eine Vielfalt von esoterischen, alternativmedizinischen und Wellness-Behandlungsangeboten, bei denen mit akustischen Schwingungen (Tönen, Geräuschen, Musik, allgemein Schall) gearbeitet wird. Die unter den häufig austauschbaren Begriffen Klangtherapie und Klangmassage verstandenen Verfahren sind weder eindeutig festgelegt noch rechtlich geschützt. Sie werden üblicherweise der rezeptiven Musiktherapie und deren praxisorientiertem Aspekt zugeordnet.
Eine Motivation für die Anwendung klangtherapeutischer Methoden ist, dass das Hören unterschwellig Gefühle und Empfindungen beeinflussen kann. So sollen die Klänge beruhigen, harmonisieren und entspannen. Klangtherapeutische Anwendungen werden unter anderem bei Stress empfohlen. So sollen die Schwingungen oftmals nicht nur auf den Gehörsinn, sondern auf den ganzen Körper oder auf bestimmte Regionen des Körpers einwirken. Die Lehre und Theorie der Verfahren wird unter dem Begriff der Phonophorese zusammengefasst.
Eine medizinische Wirksamkeit ist nicht nachgewiesen.

## Methoden

### Klangschalenmassage

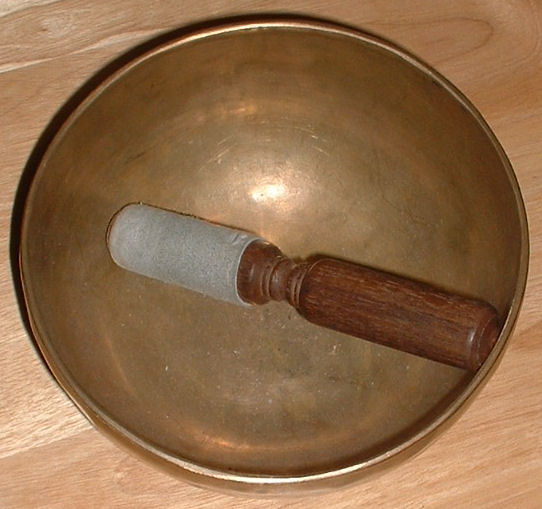
Klangschale und Klöppel mit Filzbezug

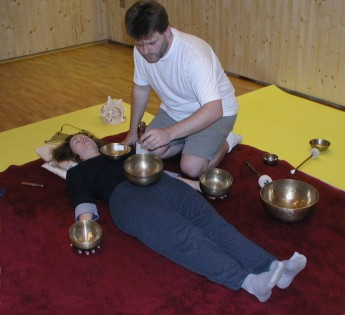
Klientin bei der Klangmassage

Bei der Klangschalenmassage werden speziell gefertigte Klangschalen verschiedener Grundfrequenz und unterschiedlicher Größen auf den bekleideten Körper aufgesetzt und angeschlagen bzw. angerieben oder direkt über den Körper gehalten, ohne ihn zu berühren. Auf diese Weise überträgt sich der Schall des erzeugten Tons auf den Körper. Dies wird als Vibration im Körper wahrgenommen. Die Klangmassage soll im Wellness-Bereich entspannend und beruhigend wirken und wird zum Beispiel bei Stress empfohlen. Das Prinzip wird auch Phonophorese genannt. Im Esoterik-Bereich werden Klangtherapien angeboten, bei denen die Klangschalen in Zusammenhang mit den Chakren gebracht werden.

#### Ansätze
Im Wellness-Bereich werden Klangschalen nach persönlicher Vorliebe ausgewählt; die Klangmassage soll einfach die Entspannung fördern.
Bei einem so genannten energetischen Ansatz aus dem Bereich der Esoterik können Klang und Vibration der Klangschalen angeblich Blockaden im feinstofflichen, also seelisch-geistigen Bereich lösen. Mitunter versuchen die Anwender der Klangmassage, den Klang sowohl in die Aura als auch in die Chakren einzubringen, um diese „energetisch anzureichern“. Wissenschaftlich lässt sich dieser Ansatz nicht nachvollziehen.
In der Körpertherapie kann, nach Aussagen der Therapeuten, die Klangmassage bei der Aufarbeitung von Traumatisierungen unterstützen. Die Klänge sollen in das Körpergedächtnis vordringen und das Trauma lösen. Therapien dürfen in Deutschland nur von therapeutisch ausgebildeten Personen durchgeführt werden.
Astrologisch orientierte Anbieter nutzen die mathematischen und astronomischen Herleitungen von Cousto, der die Umlauffrequenzen der Planeten durch Oktavierung in den hörbaren und auch sichtbaren Bereich gebracht hat. Bei Klangschalen, deren Klangspektren solche Töne enthalten, spricht man von Planetenschalen.

#### Prinzip und Wirkung
Die Wirkung der Klangmassage wird zum einen damit erklärt, dass der menschliche Körper überwiegend aus Wasser besteht, das durch die Schallwellen in Bewegung versetzt wird. Dieser Effekt wirke letztlich wie eine innerliche Massage der Körperzellen. Körperliche und auch seelische Verspannungen und Blockaden sollen so gelöst werden. Wissenschaftliche Belege für diese Theorie gibt es nicht.
Die andere Erklärung geht davon aus, dass bestimmte Töne, die durch Klangschalen erzeugt werden, den verschiedenen Chakren zugeordnet werden können und diese beeinflussen. Bei Störungen der Chakren sollen diese dann mit Hilfe der Klangmassage harmonisiert und positiv beeinflusst werden.
Der Autor Peter Hess vertritt die Theorie, dass die Töne der Klangschalen die Behandelten in einen tranceähnlichen Zustand versetzt; diese Wirkung ähnele Ritualen von Schamanen. In diesem Zustand seien Veränderungen auf körperlicher, seelischer und geistiger Ebene möglich. Auch hierfür existieren keine wissenschaftlichen Belege.

#### Herkunft
Der Ursprung der Klangschalen wird in Indien und im Himalaya vermutet, im Gebiet des heutigen Tibet. Über Alter und ursprüngliche Verwendung der Klangschalen gibt es lediglich Spekulationen. Die handwerkliche Fertigung der Schalen wurde in der Himalaya-Region zwischen 1900 und 1940 fast völlig aufgegeben.
Im Westen entstand jedoch etwa in den 1980er Jahren die Überzeugung, dass es sich bei den tibetischen Metallschalen um Klangschalen handelt, und sie lassen sich unzweifelhaft zum Erzeugen von Tönen verwenden. Dass die Klangtherapie eine uralte buddhistische Methode sei, was häufig in der westlichen Esoterik-Szene behauptet wird, lässt sich nicht belegen.

### Klangmöbel
Bei der Behandlung mit Saiteninstrumenten kommen vor allem Instrumente aus der Familie der Monochorde zum Einsatz. In die aus Holz gearbeiteten Klangliegen, Klangwiegen oder Klangstühle kann sich der Patient hineinlegen beziehungsweise setzen. An einer Seite befindet sich eine Öffnung, sowie Saiten, die von dem Therapeuten gezupft werden. Außerdem kann die Wiege zusätzlich geschaukelt werden. Zum Teil werden diese Instrumente so gebaut, dass ein Patient auf, unter oder in ihnen liegen oder sitzen und so die Schwingungen mit dem ganzen Körper fühlen kann. Alternativ kann ein Monochord auch auf den Rücken des Patienten gelegt und bespielt werden.

### Sonstige Instrumente/Klänge/Musik
Andere Therapeuten benutzen auch Zimbeln, Glocken, Didgeridoos, Gongs, Naturgeräusche, Gesänge, oder synthetische Klänge. Weitere Varianten sind Resonanzton-Singen und -musizieren, sowie die Klangeinwirkung auf Meridiane bzw. Akupunkturpunkte, beispielsweise mit Stimmgabeln.
Der französische Arzt Alfred A. Tomatis entwickelte eine eigene Methode mit speziell aufbereiteter Musik und Stimme.
Für die Selbstanwendung gedacht sind Hörkassetten und CDs, meist als Meditations- oder Entspannungshilfen mit Wellnesscharakter vertrieben und daher ohne konkreten Bezug zu bestimmten Krankheitsbildern.